# Manuel de Samaniego
Manuel de Samaniego y Jaramillo (Quito, 1767 - ibídem, 1824) fue un pintor y escultor ecuatoriano, considerado uno de los últimos representantes de la escuela quiteña de arte. Su trabajo se dividió entre los periodos históricos de finales de la dominación española en la Real Audiencia de Quito, e inicios de la vida republicana independiente como parte de la Gran Colombia. Es conocido por ser el último representante del arte colonial.

## Biografía

### Familia y los inicios de su carrera
Manuel de Samaniego fue un mestizo nacido en la ciudad de Quito, en el barrio de San Blas alrededor del año 1767, fecha en que la mayor parte de historiadores ecuatorianos ubican el acontecimiento, y murió en la misma ciudad en 1824. Se casó con Manuela Jurado y López de Solís, doce años mayor a él, y con quien pronto aparecieron problemas por una hija ilegítima que el pintor tuvo con otra mujer, y que además le trajo litigios legales importantes. A pesar de ello, el matrimonio procreó dos hijas:
- María Josefa de Samaniego y Jurado, fallecida a la edad de 15 años.
- Brígida de Samaniego y Jurado, casada con José Furtún. Además prodigó las representaciones de la Virgen en los cuadros de la "Inmaculada Concepción" y de su "Asunción". También lo hizo en la "Divina Pastora".

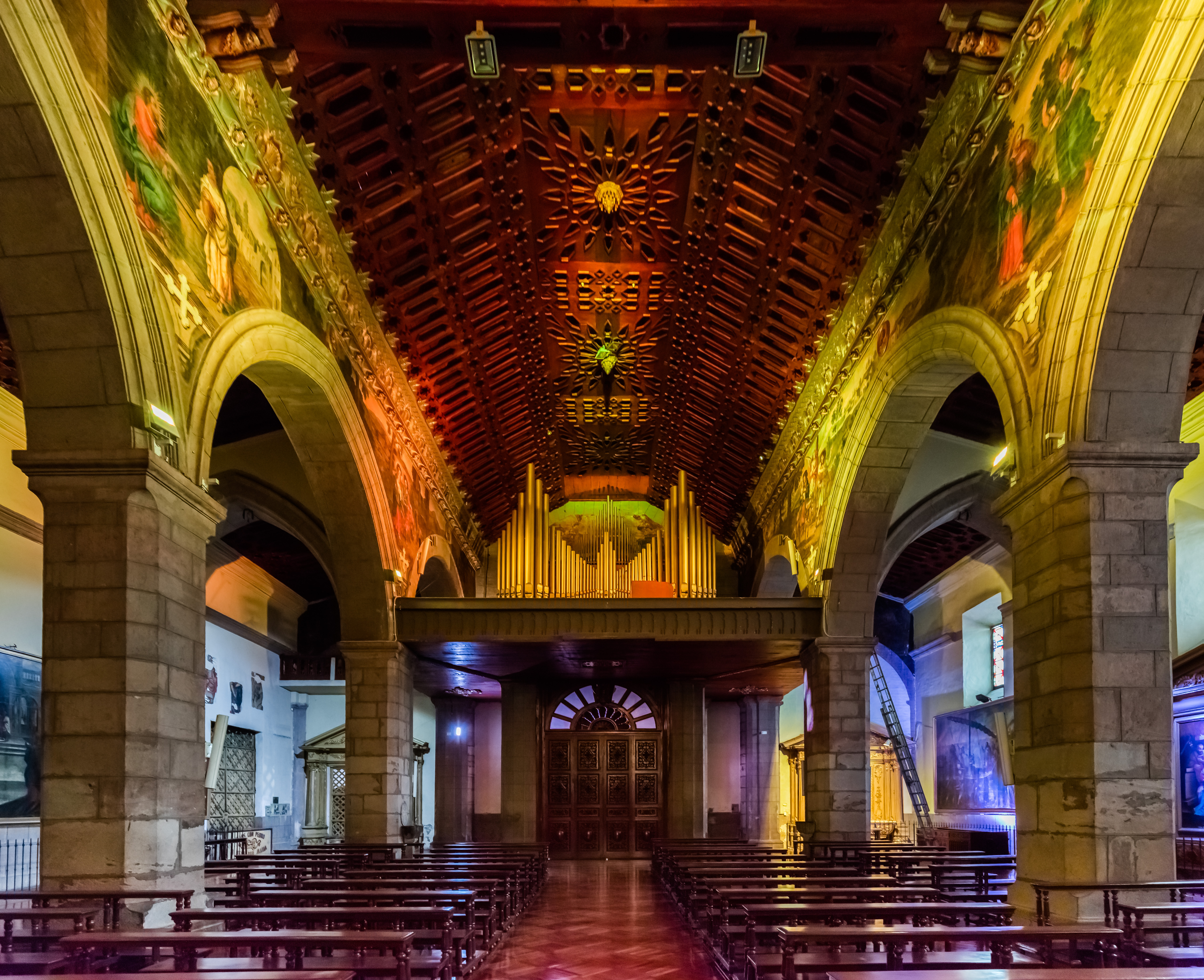
Pinturas sobre los arcos de la nave central de la Catedral de Quito que hizo Samaniego junto a Rodríguez. Ahí se representa la última cena con un conejillo de indias, como era tradición en la Escuela Quiteña y Cuzqueña

Por su madre era pariente de Bernardo Rodríguez, otro pintor reconocido de la Escuela Quiteña. Desde joven empezó a dedicarse a la pintura y siempre se destacó por el uso del color, incluyendo fondos de paisajes mucho más alegres que el claroscuro que dominaba el barroco en el siglo anterior. Abrió un próspero local de escultura y platería que le permitió mantener a la familia y también su taller de pintor, del que no solo salían cotizadas obras de arte, sino también destacados aprendices que darían continuidad a su estilo en los primeros años después de la Independencia del Ecuador. Vivía en lo alto del sector de Santa Bárbara, en una casa con tejar colindante a la plazuela de San Juan, que vendió por cuatrocientos pesos el 27 de junio de 1799.
Cuando tenía treinta años de edad empezó a dirigir la construcción del retablo mayor del convento de Santa Clara en Quito. Quien lo encargó fue el presidente de la Real Audiencia ya que lo consideraba:oficial público bien acreditado en las artes liberales de escultura y pintura y estaban a su cargo varias obras que debían entregarse con prontitud, para remitir a Santa Fe, Lima, Guayaquil y otras partes

### Prisión por adulterio
Su esposa tenía un carácter muy enérgico y más experiencia por lo que se dedicó a la administración de los bienes en la familia. Tuvo problemas Manuel con su esposa que en 1797 lo denunció por adulterio y terminó en la cárcel. Según Manuela, su esposa, solo podía salir si prometía: de no ofender, injuriar ni maltratar de obra, ni de palabra, directa ni indirectamente a su legítima mujer. Esta causa se prolongó hasta 1798 sin embargo, logró defenderse, ya que según la estrategia de su abogado, el acusado era el director de un importante grupo de pintores que necesitaba su supervisión para su entrega con éxito en las ciudades de Santa Fé de Bogotá, Lima, Guayaquil y Quito. Su defensa fue exitosa y logró que Manuel Salvador, abogado de la Real Audiencia y regidor perpetuo del Ayuntamiento de esa ciudad firme un documento de fianza a su favor. Sin embargo, esto solo conseguía que se traslade a una hacienda en Cochicaranqui por una cantidad de días específicos para llevar a cabo su trabajo y una vez terminado debería regresar para cumplir con lo prometido y dar por terminada la causa.
La importancia de Samaniego giraba alrededor de su rol como agrimensor en un momento en el que la corona estaba muy interesada en el desarrollo científico por lo que eran necesario artistas y dibujantes que formen parte de las expediciones científicas. Tal es el caso del famoso Vicente Albán que colaboró con José Celestino Mutis.
La prisión por adulterio fue un episodio de la juventud de Samaniego que no se repetiría. Continuaría viviendo con Manuela, su esposa y tendría dos hijas. Lograría prosperar, él a través de la pintura y escultura, mientras que ella a través de la platería. Comprarían el 7 de enero de 1795 una casa importante en la parroquia de Santa Bárbara por el precio de tres mil doscientos veinticinco pesos.

### Vida antes de las guerras de Independencia

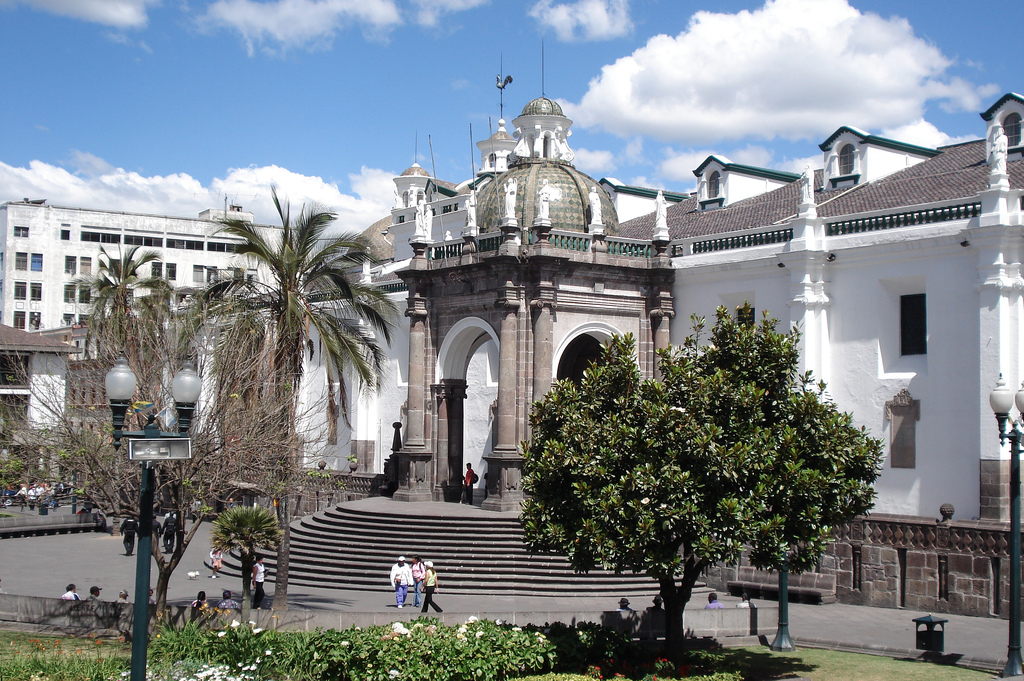
Portada lateral o "domo" de la Catedral de Quito, obra que empezó Antonio García y continuó Manuel de Samaniego

Posteriormente sería encargado el 16 de noviembre de 1799 la construcción de un monumento de "buena talla y buen gusto, con las debidas proporicones para colocarse en la capilla que se había destinado para el efecto, en el Jueves Santo". Esto sería por pedido del Presidente de la Real Audiencia, Francisco Luis de Carondelet. Lo realizaría entre 1799 y 1800 y constaba de seis telones y representaban a Isaías, Jeremías, Ezequiel, Daniel, Habacuc, Malaquías, Zacarías, Sofonías, Ageo, Miqueas, David y Moisés. Al culminar la obra, el pago de la misma se dilató y existió polémica entre el autor y el presidente que terminó a favor del último. Sin embargo, a pesar de estos desacuerdos, su obra fue muy bien recibida y notorio fue el halago de parte de Alexander von Humboldt que desde los inicios de siglo estaba en la Real Audiencia por sus investigaciones científicas. Sobre ello dijo que era “digno del mejor pintor de decoraciones de Europa”, y que tenía una “una hermosa perspectiva, de arcos adornados con las estatuas de profetas y al fondo un sarcófago debajo de un palio de plata”.
Por otro lado, el científico Francisco José de Caldas pensaba que José Celestino Mutis debería haber tomado en cuenta a Samaniego como Cortés y Rodríguez con el fin de representar “en el Nuevo Continente á Mengs, Lebrount y el Ticiano”. Es más, se lamentaba que la Escuela Quiteña de arte haya caído en decadencia y estaba dominada por “eternos imitadores”, que continuaban el mismo estilo por ya demasiado tiempo. Sin embargo si valoraba los aportes de Samaniego para su renovación.

## Obra pictórica y escritos

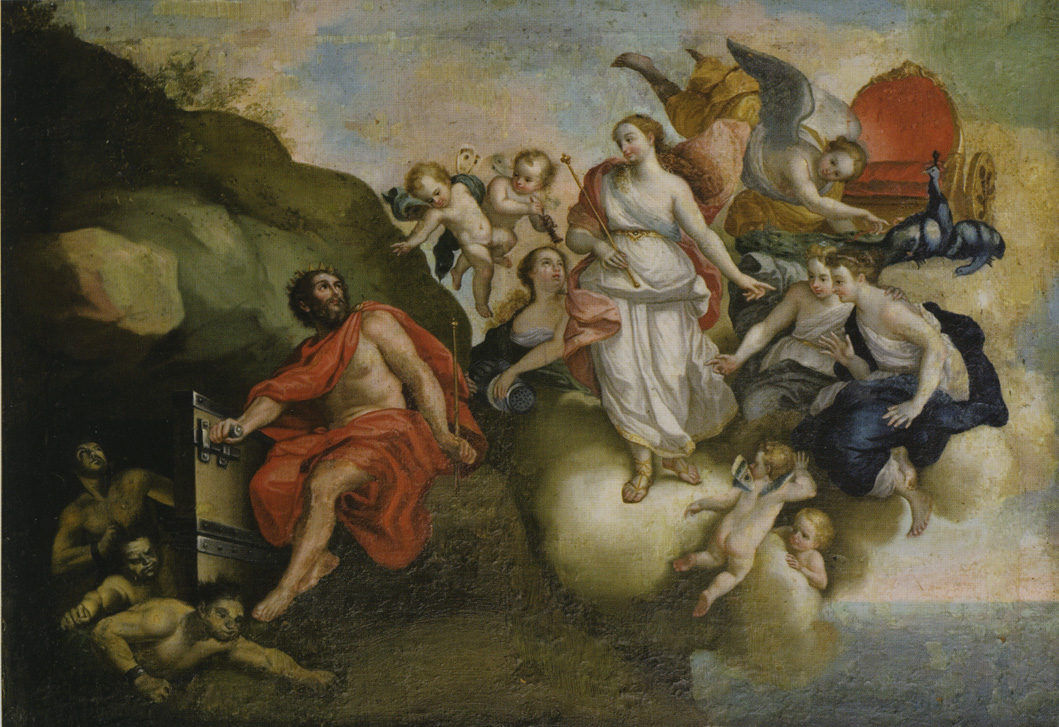
Aire, Juno ordena a Eolo que libere los vientos. Pintura basada en la obra de Virgilio, que junto a su cuadro Agua (Triunfo de Neptuno y Anfítrite) son sus obras no religiosas más conocidas

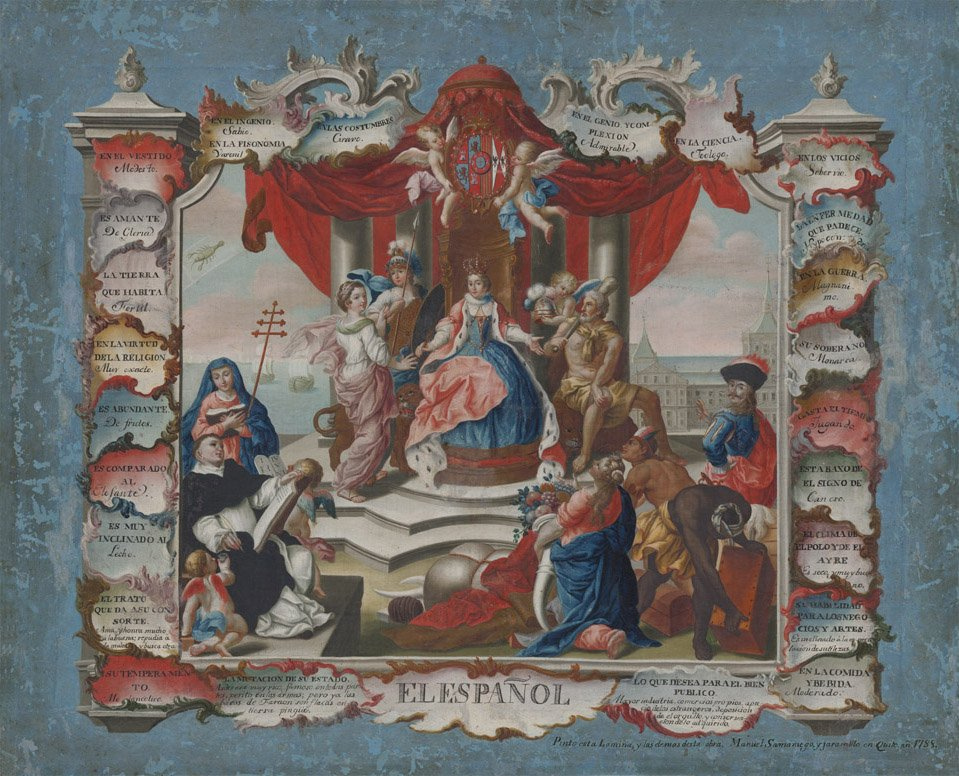
Pintura de la serie; Virtudes y defectos de los europeos, realizada hasta 1788 por el pintor de Quito Manuel de Samaniego y Jaramillo. Museo Jijón y Caamaño. Pontificia Universidad Católica del Ecuador. Quito, D.M.

Entre 1801 y 1802 suscribió junto a su discípulo, Bernardo Rodríguez, un importante contrato con la Catedral Metropolitana de Quito para decorar las enjuntas de los arcos de la nave principal con escenas de la vida de Jesús, y el trascoro del altar mayor con un gran lienzo de la «Asunción de la Virgen». También pintó una serie de cuadros al óleo en las naves laterales.
A inicios de 1819 el presidente de la Real Audiencia, Juan Ramírez Orozco, le comisionó pintar un retrato póstumo de la reina consorte Isabel de Braganza, primera esposa de Fernando VII, que fue usado para presidir los funerales de la misma en la Catedral Metropolitana de la ciudad, celebrados en julio del mismo año.

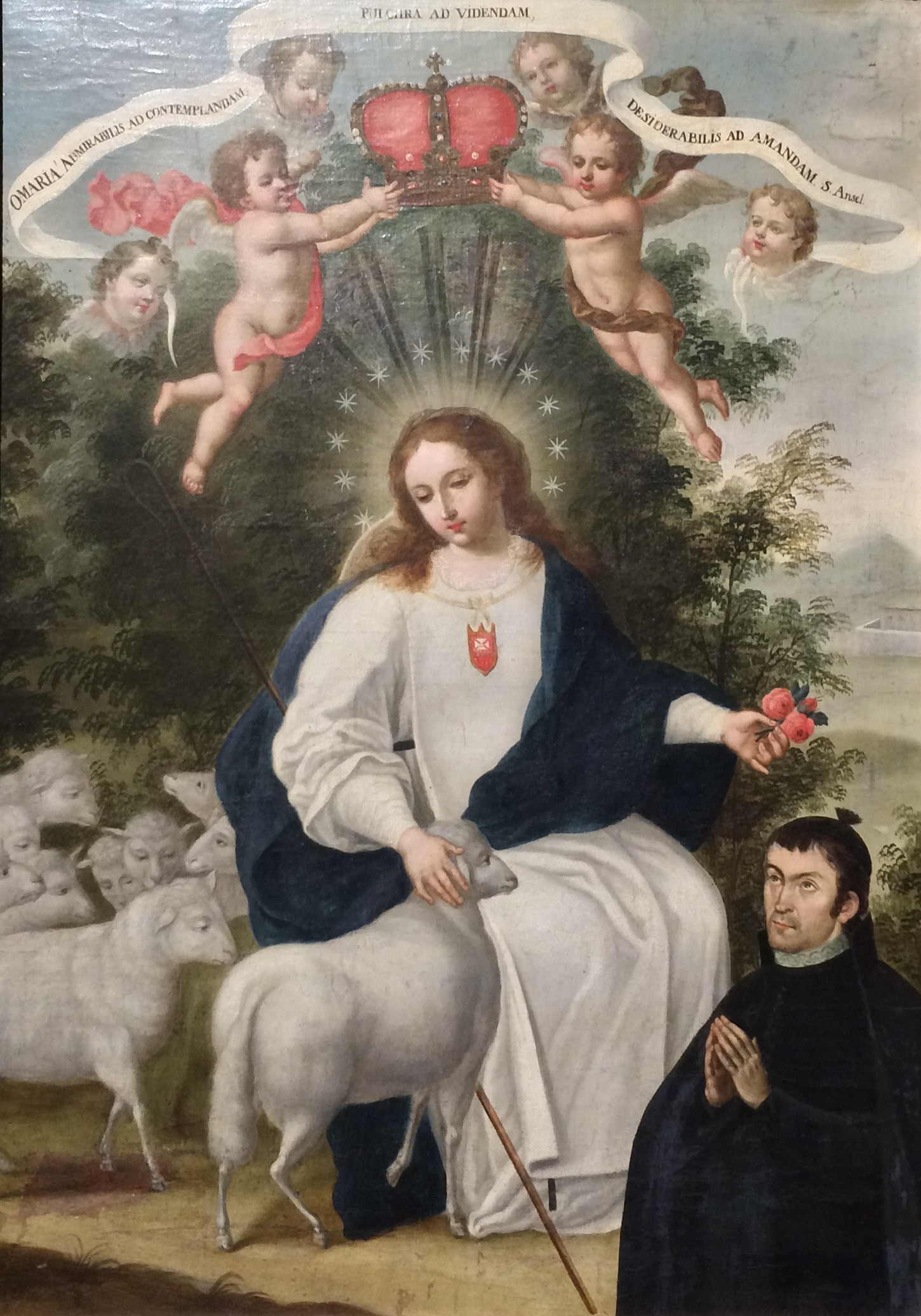
Divina pastora con donante, óleo sobre lienzo. MuNa, Quito.

Samaniego escribió «Tratado de Pintura», un documento académico y el único en su tipo que se ha podido encontrar en América del Sur, a través del cual intentó sistematizar y organizar más científicamente la exuberante y liberal producción barroco-rococó que había tenido su época de esplendor entre los artistas de la escuela quiteña a inicios del siglo XVIII.
Sus obras se encuentran en varias iglesias y conventos de la ciudad de Quito, pero sobre todo en la Catedral y La Merced. Su obra fue, en mayor parte y de acuerdo a la costumbre pictórica de la época, un reflejo del mestizaje y las inquietudes religiosas, destacando entre otras:
- La Divina Pastora, óleo sobre lienzo[2]
- La Adoración de los Magos, en la Catedral de Quito[2]
- El nacimiento del niño Dios, en la Catedral de Quito[2]
- El sacrificio de San Justo y San Pastor, en la Catedral de Quito[2]
- El Tránsito de la Virgen, en el convento de Santa Clara, en Quito[2]
- Virtudes y defectos de los pueblos europeos, serie pintada en 1788 y exhibida en el Museo de Arte Colonial, en Quito[2]
- El Español, óleo sobre lienzo adquirido por un coleccionista estadounidense en 2003[15]
- El Buen Pastor, óleo sobre lienzo adquirido por un coleccionista español en 2004[4]
- Aire (Juno ordena a Eolo que libere los vientos)[16]
- Agua (Triunfo de Neptuno y Anfítrite)[16]

### Tratado de pintura

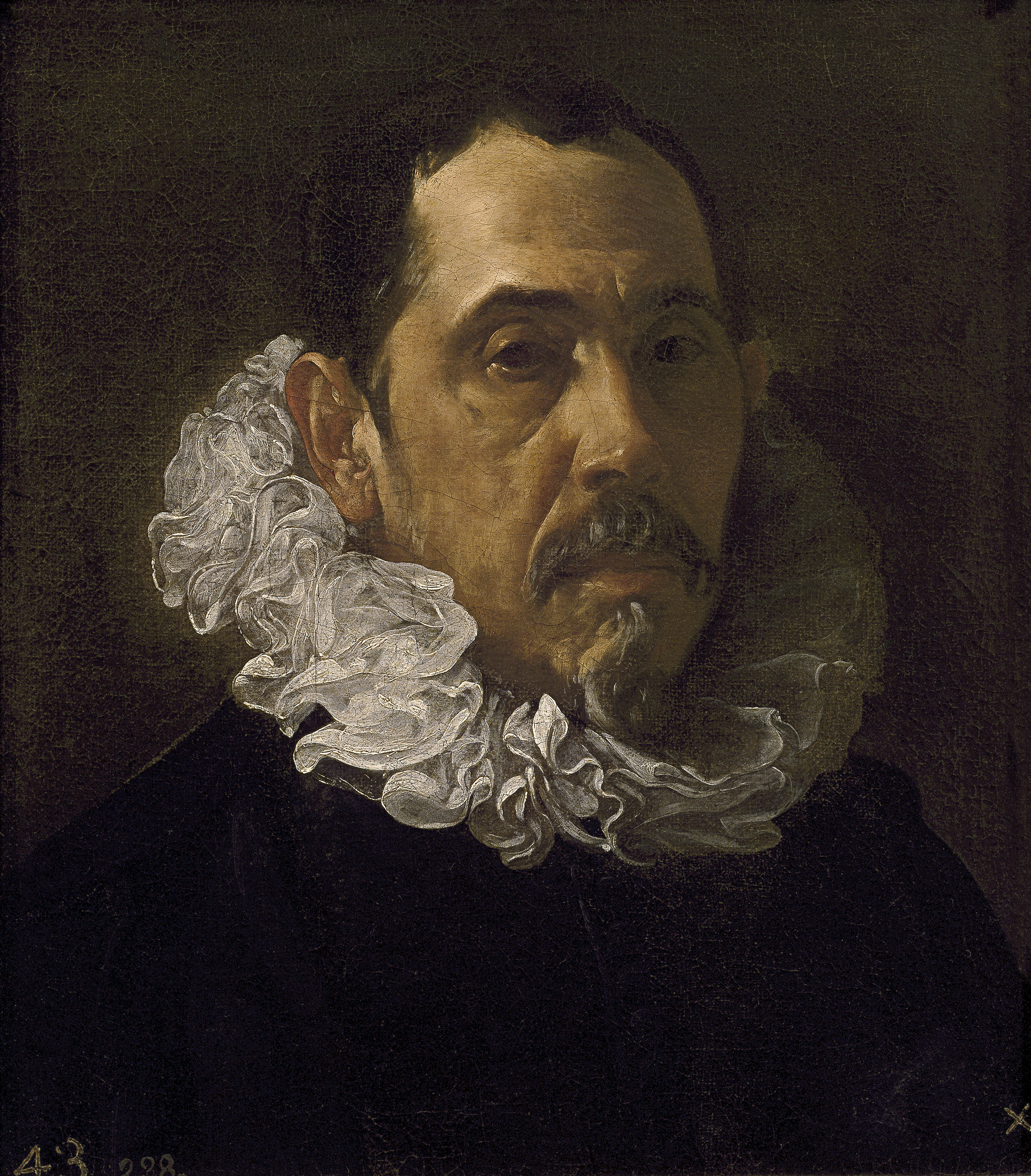
Francisco Pacheco, pintor y tratadista español que influenció a Manuel de Samaniego

Manuel de Samaniego fue un pintor muy influyente sobre todo por la renovación del estilo de la Escuela Quiteña que plasmó en su Tratado de Pintura, escrito aproximadamente en el año 1790 y que fue rescatado por el historiado José María Vargas en 1975 con el libro "Manuel Samaniego y su tratado de pintura". Ahí Samaniego mostró interés en las teorías artísticas de grandes pintores de Europa y buscó proporcionar recetas prácticas, como un manual, para usar los pigmentos, combinar colores (lo que fue su gran aporte a la Escuela Quiteña para superar del barroco tradicional). Además transcribió textos originales del "Arte de la Pintura" de Francisco Pacheco, así como los de Karel van Mander e incluyó un capítulo sobre el tratado de arquitectura de Jacopo Vignola que incluye los órdenes clásicos arquitectónicos. Hay que recordar que por recomendación del arquitecto Antonio García, había sido encargado de restaurar el Coro y el "domo" de la Catedral de Quito, así como el retablo mayor de la iglesia de Santa Clara
Las influencias de Samaniego lo unen a otro gran artista del siglo XVII, Miguel de Santiago, quien era conocido por poseer una amplia biblioteca que estudiaba a los principales artistas de Europa. Esto lo heredó Samaniego y gracias al trabajo de José María Vargas, en 1944 se publicó un Tratado de Pintura del siglo XVII que manejaba el artista de marras y que logró ser identificado por la caligrafía en sus últimas páginas. Aquí se menciona a Juan de Arce, el gran tratadista español.

Como extracto, el siguiente fragmento donde enseña como utilizar la tinta china para poder dibujar:
Poner en negro de té o de cuesco o también de concho de vino o de pepitas de guaranga o de cualquiera de estos negros, con una punta de azul y otra punta de carmín y tantita sombra, pero todas estas colores ha de ser como de las cuatro partes de negro mitad de la una, como uno de estos colores ha de ser de jabón de Castilla y azúcar y poco de agua de ámbar. Esto se muele todo junto para lo cual bastaría claras de huevo poniendo en esto aguardiente de Castilla, tal cual gota, esto bien batido y moliendo el negro con el dicho aceite de huevo, de modo que no agüe, que este bien espesa, tanto que para sacar ha de estar en modo que se pegue la moleta en la piedra y sacar en una tabla y ya que haya oreado, iras cortando con alambre o cerda de caballo, cuadraditos, o como quisiere, que es muy bueno.

## Legado y estilo

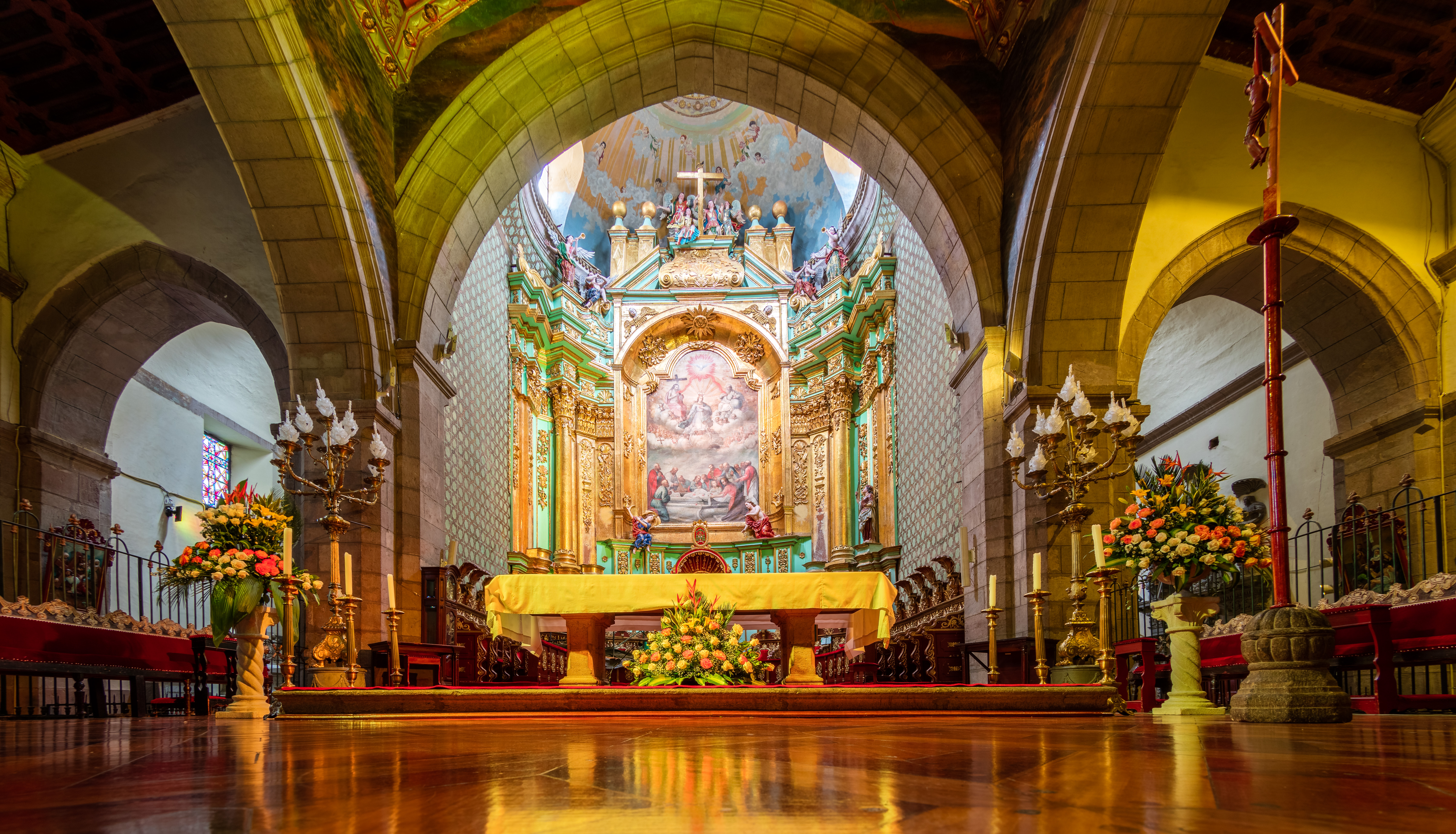
Tránsito de la Virgen en la Catedral Metropolitana de Quito

Manuel de Samaniego fue un gran artista y muy versátil. Realizó temas muy variados, en su mayoría religiosos y representó la renovación pictórica de la Escuela Quiteña en el siglo XVIII cuando más bien tuvo protagonismo la escultura de Bernardo de Legarda. Su obra se encuentra en las principales iglesias de Ecuador como la Catedral Primada de Quito, el convento de la Merced. Además se custodian también en los museos de la Casa de la Cultura, y el Museo Nahim Isaías en Guayaquil. Por el desarrollo de su tratado de pintura, Manuel de Samaniego continuó con la tendencia hacia la mayor individualización en el arte, dando más protagonismo al autor que al movimiento. Tomando en cuenta que los primeros cuadros de la Escuela Quiteña eran anónimos, en el siglo XVII sería Miguel de Santiago quien rompería con esto y se haría un nombre y fama. Samaniego sería el paso siguiente que abriría la puerta para el desarrollo de los artistas como protagonistas en el siguiente siglo. A él le seguiría Antonio Salas quien ya lograría vivir de la venta de sus cuadros con relativa comodidad, en medio de la inestabilidad del periodo separatista de las independencias.

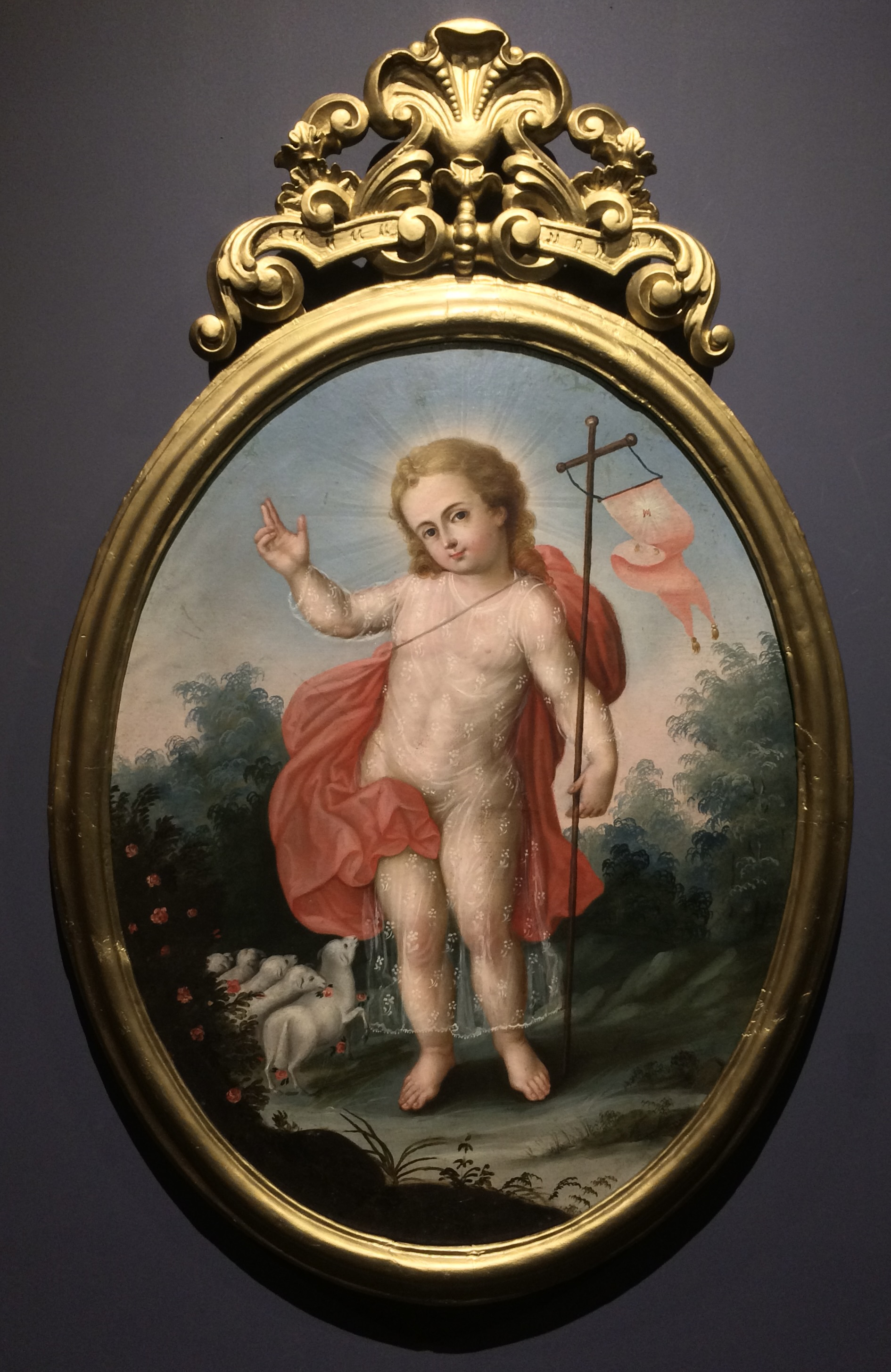
Niño Dios (s. XVIII), óleo sobre lienzo. MuNa, Quito.

Manuel de Samaniego se sirvió también de grandes mecenas. La primera gran colección privada de arte en la Real Audiencia fue del Presidente Antonio de Morga, que a su muerte se remataron las obras y terminaron en manos de personas particulares influenciando mucho la evolución de los estilos, algo que Samaniego desarrolló con una paleta de colores menos barroca. En este sentido también pintó alegorías de las "Estaciones" para la hacienda del Marqués de Selva Alegre. Por otro lado, la Casa Jijón, con su mayor representante Miguel de Jijón y León mando a hacer retratos familiares con Samaniego. Por último en 1788 traslado de grabados europeos, la colección de cuadros representativos de ese continente a América. De manera similar a cómo en las letras los ilustrados traducían los nuevos libros y difundían las nuevas ideas.
 

Su reconocimiento fue internacional y se recuerda gratamente el homenaje del literato chileno Pedro Lira, en su libro Plutarco de los Jóvenes - Tesoro Americano de Bellas Artes, donde se refirió de la siguiente manera:
Vivamente apasionado al estudio de su profesión, Samaniego se distinguió, tanto en la pintura del paisaje, como en la de la figura humana. Son muchos los cuadros que ha dejado, señalándolos con un estilo peculiar y propio de su escuela. Los lienzos que existen en la Catedral de Quito son los siguientes: la Asunción de la Virgen en el altar mayor, el Nacimiento del Niño Dios, la Adoración de los Reyes Magos, el Sacrificio de San Justo y San Pastor y algunos otros relativos a la Historia Sagrada.

### Discípulos

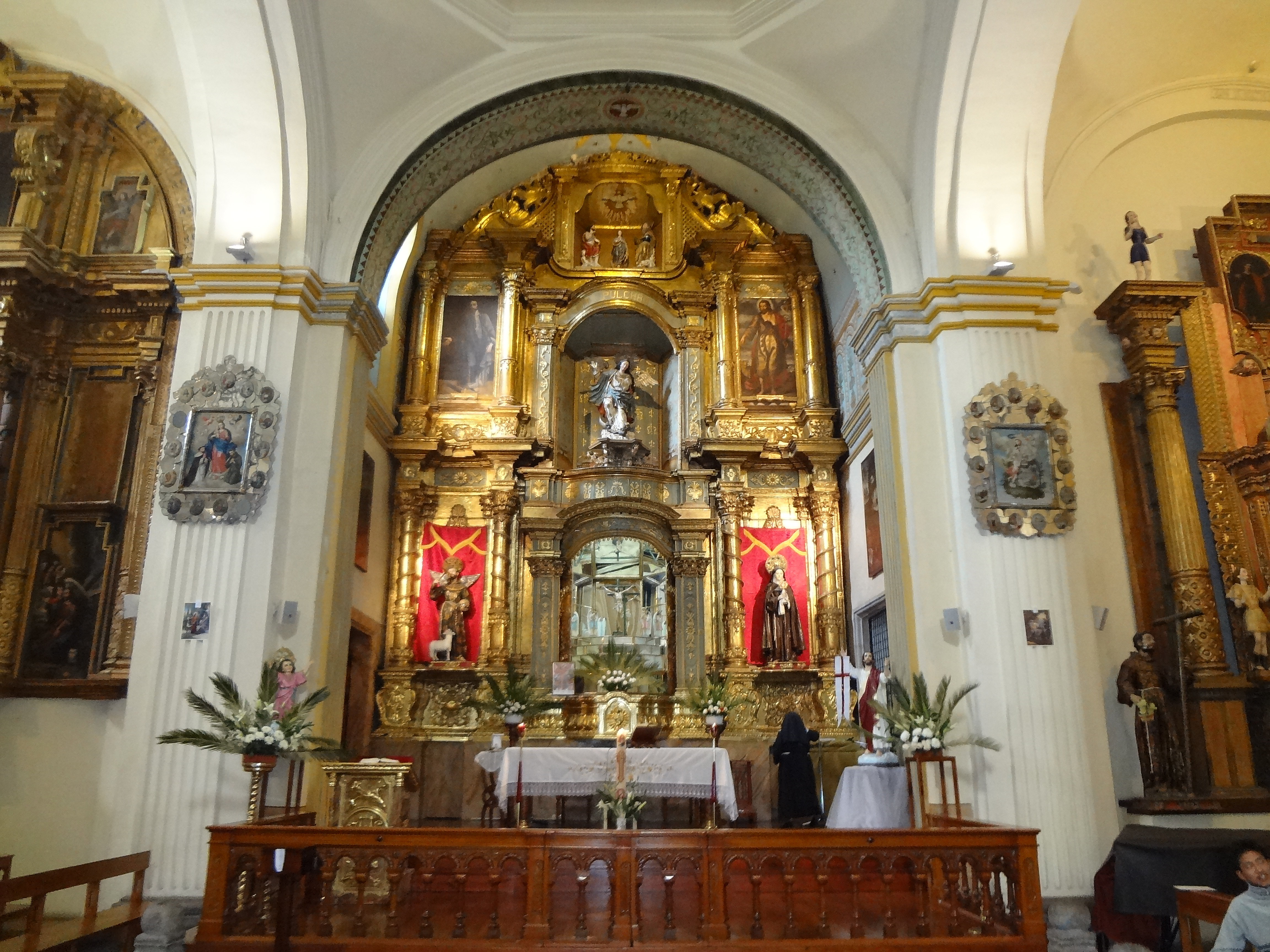
Interior del Monasterio de Santa Clara de Quito, cuyo retablo dirigió su construcción durante el inicio de su carrera.

Otra parte importante de la vida de Manuel de Samaniego fue su influencia en la pintura del Virreinato. Con la renovación del estilo del siglo pasado logró redireccionar la tradición artística en ese tiempo a través de sus discípulos. Tadeo Cabrera fue contemporáneo suyo y participó en una serie de grabados de Klauber que se conservan hasta hoy, y también pintó los lienzos de los milagros de Nuestra Señora de Guadalupe, que están en los muros laterales del Santuario de Guápulo. Además sus hermanos Nicolás y Asencio Cabrera fueron pintores y siguieron su estilo, trabajando como aprendices dentro de su taller.
Existen varios cuadros que dan prueba de ello, por ejemplo en el Museo Jacinto Jijón y Caamaño se exhibe un cuadro de San Francisco Jerónimo que fue firmado por Nicolás Cabrera. Por otro lado, Tadeo y Nicolás impulsaron y representaron la devoción religiosa que existían para el Buen Pastor y que se desarrollaría durante el siglo XIX. Todo esto siguiendo la dirección que Manuel de Samaniego había establecido con su cuadro "La Divina Pastora" que se caracteriza por mostrar un estilo mucho más colorido, menos trágico y más bucólico donde se muestra el rescate de la oveja descarriada. No solo eso, Nicolás Cabrera sería maestro de Joaquín Pinto, el pintor más importante del siglo XIX.
Otro discípulo de Manuel de Samaniego fue José Lombeida, de la ciudad de Riobamba. De él se tiene un cuadro de las Almas pintado en el año 1800, que sigue el estilo y paleta de colores de su maestro. Además también destacó Antonio Sálas Avilés, quien fue aprendiz tanto de Samaniego como de Rodríguez y representaría la transición del arte en su mayoría religioso hacia uno mucho más político con sus cuadros que retratan a Simón Bolívar o Manuela Sáenz que se encuentran en la actualidad en el Museo Jacinto Jijón y Caamaño. Antonio Sálas quien fue famoso por su fecundidad en cuadros e hijos, como tributo a Samaniego nombró a una de sus hijas Brígida.

Todo esto por nombrar a sus discípulos más destacados pero por completar la tradición pictórica de Ecuador es necesario también tomar en cuenta a otros alumnos que aprendieron de Samaniego como fueron: José Olmos, Diego Benalcázar, Javier Navarrete, Matías Navarrete, Mariana González, Antonio Vaca, Feliciano Villacrés, Esteban Riofrío, José María Riofrío, Mariano Flor, José Díaz y José Páez. Según el historiador José María Vargas: 
La herencia común para todos fue el patrimonio de tradiciones y prácticas pictóricas, consignadas por Samaniego en su Tratado de pintura y enseñadas de hecho por Antonio Salas.